# Organodesma petaloxantha
Organodesma petaloxantha är en fjärilsart som beskrevs av Edward Meyrick 1931. Organodesma petaloxantha ingår i släktet Organodesma och familjen äkta malar. Inga underarter finns listade i Catalogue of Life.